# Państwowe Centrum Wychowania Morskiego
Organizacja morska Związku Harcerstwa Polskiego, powołana w 1946, kontynuująca tradycje morskie ZHP z okresu II RP.  Ośrodek, dał początek obecnemu Centrum Wychowania Morskiego ZHP.

## Historia
W efekcie zabiegów podejmowanych przez Witolda Bublewskiego w Ministerstwie Żeglugi w lutym 1946 roku powołano w Gdyni Państwowe Centrum Wychowania Morskiego. Jego dyrektorem został hm. Józef Michałowski. Organizacja do czasu likwidacji pozyskała m.in. dwa poniemieckie szkielety jachtów, na bazie których wybudowano jachty s/y Janek Krasicki i  s/y Zew Morza. Działalność Centrum przerwano decyzjami politycznymi na początku roku 1949, a w roku 1950 rozwiązano również ZHP. 
Z chwilą odrodzenia się harcerstwa po 1956, Witold Bublewski, zaczął propagować ponownie ideę odbudowy organizacji. W 1959 roku z byłego, Państwowego Centrum Wychowania Morskiego w Gdyni, utworzył Centrum Wychowania Morskiego ZHP. Pozyskano i zaadaptowano na potrzeby harcerzy, flotyllę, znaną pod nazwą Czerwone Żagle, utworzoną z przerobionych na jachty żaglowe szalup ratunkowych, wycofanych ze statku pasażerskiego MS Batory. 

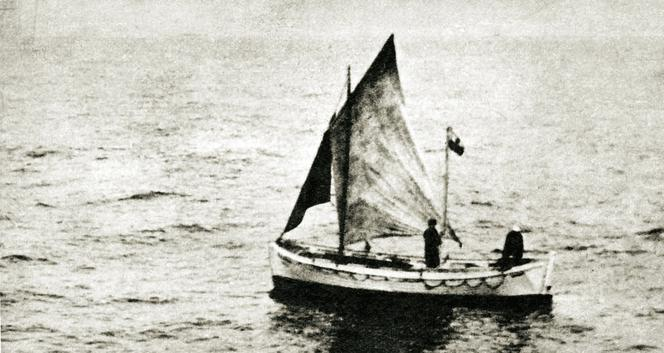
"Chatka Puchatków" - szalupa wiosłowo-żaglowa wykonana z szalupy ratunkowej m/s Batory.

Zaadaptowano na potrzeby harcerzy lugrotrawler „Cietrzew” (obecny Zawisza Czarny II). 
Organizacja w 2021 postawiona w stan likwidacji.